# Hadik-Barkóciho palác
Hadik-Barkóciho palác je palácová budova nacházející se v Košicích na Hlavní ulici.

## Historie
Hadik-Barkóciho palác je reprezentativní barokní budova, která byla prvním šlechtickým palácem v Košicích. První trakt na místě dvou středověkých budov nechal postavit v roce 1754 jágerský biskup František Barkóci. Zadní křídlo pochází z konce 18. století. V zimě 1805/1806 zde byl ubytován dvanáctiletý následník trůnu Ferdinand I. Dobrotivý, když se spolu se svými sourozenci ukrýval v Košicích před nebezpečím ze strany Napoleonových vojsk. Poslední dědička rodu Barkóci se v polovině 19. století provdala za hraběte Bélu Hadika a od té doby palác nese pojmenování Hadik-Barkóci.
Po roce 1930 zřídil v budově uzenář Alex Jaszusch bufet, od konce třicátých let 20. století zde byla restaurace Otta Lescheho a od druhé poloviny čtyřicátých 20. století až do znárodnění restaurace Kriváň. Po znárodnění se z ní stala hospoda a od roku 1980 pizzerie. V budově sídlila první košická spořitelna. Dnes v budově sídlí pobočka Veřejné knihovny Jána Bocatia.